# Johannes Danielsson Wallman
Johannes Danielsson Wallman, född 30 april 1753 i Skänninge, död 17 april 1823 i Vallerstads socken, var en svensk präst.

## Biografi
Johannes Danielsson Wallman föddes 1753 i Skänninge. Han var son till kyrkoherden Daniel Wallman och Margareta Storck i Fornåsa socken. Wallman studerade i Linköping och blev höstterminen 1772 student vid Uppsala universitet, Uppsala. Han blev vårterminen 1777 student vid Lunds universitet, Lund och 1778 magister därstädes. Wallman blev 24 oktober 1781 kollega i Söderköping, tillträde direkt och 31 maj 1786 kollega i Linköping, tillträde direkt. Han prästvigdes och tog pastoralexamen 25 september 1788. Wallman blev 15 juli 1789 konrektor, tillträdde 1790 och 18 mars 1795 rektor med tillträde 1796. Den 16 oktober 1799 blev han grekisk lektor och tillträdde 1800. Wallman blev andre teologi lektor i Linköping och kyrkoherde i Slaka församling 31 oktober 1804 med tillträde 1806. Han blev förflyttad som kyrkoherde till Landeryds församling 8 augusti 1810, tillträde 1812. Han blev 11 juni 1817 kyrkoherde i Vallerstads församling, tillträde 1819 och 28 juli 1819 prost. Teologie doktor blev han den 11 maj 1818. Wallman avled 1823 i Vallerstads socken och begravdes i Vallerstads gamla kyrkas kor. Över graven la man en sten som numera är förstörd.

### Familj
Wallman gifte sig 7 december 1790 med Beata Follin (1768–1826). Hon var dotter till kyrkoherden Samuel Follin och Anna Christina Ekeroth i Törnevalla socken. De fick tillsammans barnen Daniel Samuel (1791–1818), Johan Haqvin, Anna Margareta (1795–1796), Beata (1797–1875) och Per Elias (1798–1798).